# Франк Хорват
Франк Хорват (на италиански: Frank Horvat) е италиански фотограф, който е работил за редица модни списания и рекламни кампании, направил е над четиридесет самостоятелни изложби и е издал над двадесет книги.

## Биография
Роден е на 28 април 1928 г. в Абация, Италия (днешна Опатия, Хърватия) в семейството на докторите Карл Хорват и Адел Еделщайн. През 1939 г. заминава за Лугано, Швейцария, където завършва гимназия. Петнадесетгодишен, през 1944 г., разменя колекцията си от марки за фотоапарат на старо – Retinamat 35 mm. Завръща се в Италия през 1947 г. и следва в Академията за изящни изкуства на Брера (Academia di Brera) в Милано. Започва работа в рекламна агенция, купува си фотоапарат Rolleicord и става фотограф на свободна практика за италиански списания. През 1951 г. в списание „Епока“ е публикувано първото му фотографско есе за Южна Италия, а първата му цветна снимка е отпечатана на корицата на списанието. Същата година пътува до Париж, където се запознава с Робърт Капа и Анри Картие-Бресон. През 1952 – 53 г. пътува из Индия и Пакистан на собствени разноски. Снимките, които прави там, са публикувани в „Paris Match“, „Picture Post“ и списание „Life“. През 1954 – 55 г. той вече се е преместил в Лондон, Великобритания, и работи за списанията „Picture Post“ и „Life“.
През 1955 г. се премества в Париж, където живее до смъртта си. През същата година Едуард Щайхен избира някои от фотосите му за легендарната изложба „Семейството на човека“. През 1957 – 1962 г. Франк Хорват работи като моден фотограф и пътува между Лондон, Ню Йорк и Париж, а снимките му са отпечатвани в списанията „Жардан де Мод“, „Elle“, „Harper's Bazaar“, „Glamour“ и „Vogue“, а година по-късно става член на фотографска агенция „Магнум“. През 1964 г. 1962 – 63 г. работи върху две книги – „Strip-Tease“ и „Television“.
През 1964 – 1988 г. работи като моден и рекламен фотограф в Европа и САЩ.
През 1976 – 1986 г. работи по цветни самостоятелни проекти. През 1986 – 1987 г. работи върху „Entre vues“ – интервюта с известни фотографи, които са публикувани на френски през 1988 г. През 1989 г. започва експерименти с дигитални изображения.
През 1990 – 1998 г. работи главно върху проекти за книги: „Sculptures by Degas“, „Bestiarium“, „Chimerae“, „Ovid’s Metamorphoses“, „Walks around Boulogne- Billancourt“, „History of fashion at Musee Galliera“ и „Romanesque Sculptures“.
През 1999 г. работи върху проекта си „1999, Daily report“ – 12 фотографии за всеки месец от годината, като излага своите разсъждения върху бъдещето и очакването за новото хилядолетие. През 2000 г. е създаден филмът на канал Arte „Франк Хорват“. През 2001 г. работи по „Почит към Каталуния“. През 2003 – 2004 г. създава фотографиите за „La Véronique“: 50 години около къщата ми в Прованс (Франция)“.

## Творчество
Творчеството на Франк Хорват е изключително разнообразно и богато на теми, като се започне от пейзажната и модната фотография и се стигне до портретните изображения. Той е автор, който никога не спира да експериментира. Първоначално изгражда композициите си в стила на старите майстори, а през последните години се ориентира към фотомонтажа в сюррералистичен дух, като използва компютърна техника.

## Изложби
- 1955 г. – снимка „Мюсюлманска сватба“ е изложена в Музея на модерното изкуство в Ню Йорк
- 1977 г. – Първа самостоятелна изложба – „Abres“ – в Нант, Франция
- 1978 г. – Самостоятелна изложба „Trees“ в Музея на фотографите в Лондон
- 1980 г. – Самостоятелна изложба „30 Happy Years“ в Музея на фотографите в Лондон
- 1981 г.
  - Изложбата „Trees“ е представена в Zeit Gallery в Токио и в Galleria Novecento в Палермо, Италия
  - Самостоятелна изложба – „30 Annes de Bonheur“ в Galeria Mamya, Париж
- 1982 г.
  - Самостоятелна изложба – „Trees“ в Националния музей на Малта
  - Участва и в сборна изложба – „Paris, Paris“
- 1983 г. – Самостоятелна изложба – „Vraies Semblances“ в Париж
- 1984 г. – Самостоятелна изложба на модни фотографии в Sander Gallery в Ню Йорк
- 1985 г. – Самостоятелна изложба – „Trees“ в Berlin – Neukolln, Берлин
- 1986 г. – Изложбата „Vraies Semblances“ е показана в Палермо, Италия и във Вериер, Франция
- 1987 г. – Самостоятелна изложба „Hammage a Ferrari“, благодарение на Фондация „Картие“
- 1988 година – Изложба „Модни фотографии“ в Чехословакия и Токио
- 1989 г.
  - Изложбата „Модни фотографии“ е представена в Япония
  - Изложбите „Album de Famille“ и „Digital Prints“ са представени в Париж
- 1990 г.
  - Изложбата „Vraies Semblances“ е показана в Ню Йорк и Хюстън
  - Самостоятелна изложба във „Folio Gallery“ в Калгари, Канада
- 1991 г.
  - Самостоятелна изложба във „Vision Gallery“ в Сан Франциско, САЩ
  - Ретроспективна изложба в Тулуза, Франция
- 1992 г. – Самостоятелна изложба „Digital Images“ в „Galerie Pictorial“, Париж
- 1994 г. – Участва в колективна изложба с избрани фотографии в Лозана, Швейцария
- 1995 г.
  - Изложбата „Модни фотографии“ е представена в Хюстън, САЩ
  - Самостоятелна изложба „Le Bestiaire D’ Horvat“ е представена в Италия и Франция
  - Самостоятелна изложба „Please Don’t Smile“ e представена в Лондон, Ню Йорк, Милано и Париж
- 1997 г.
  - Изложба „Модни фотографии за Harper’s Bazaar“ е представена в Рим
  - Самостоятелна изложба „Vintage Prints“ e представена в Ню Йорк
  - Самостоятелна изложба във „Френския институт“ в Братислава
  - Самостоятелна изложба във „Френския институт“ в Прага
  - Участва в изложба по време на „Форум на фотографите“ във Франкфурт на Майн
- 1998 г.
  - Изложба „51 черно-бели фотографии“ е представена в Галерия Railowsky, Валенсия
  - Изложбата „Vraies Semblances“ е показана във „Френския институт“ във Валенсия
  - Самостоятелна изложба „Goethe in Sicily“ е изложена в Goethe Haus във Франкфурт на Майн
- 1999 г.
  - Самостоятелна изложба „Very Similar“ в Лондон
  - Самостоятелна изложба „Алегориите на Хорват“ в Зоологическия музей на Кил, Германия
  - Самостоятелна изложба „Goethe in Sicily“ е изложена в Casa di Goethe в Рим
- 2000 г.
  - Изложба „51 черно-бели фотографии“ е представена във Флоренция
  - Изложбите „1999, A Daily Report“ и „Paris Vintage“ са представени в Париж
  - Изложба „51 черно-бели фотографии“ е представена в Интрагна, Швейцария
  - Изложба „New York – up and down“ в представена в Кил, Германия
  - Изложбата „Модни фотографии“ е представена в Сао Паоло, Бразилия
  - Самостоятелна изложба „Very Similar“ е представена в Атланта, САЩ
  - Самостоятелна изложба „Mini-retrospective“ е представена в Париж
- 2001 г. – Самостоятелна изложба „Strip-Tease“ е представена в Париж
- 2002 г.
  - Самостоятелна изложба „Black and White“ е представена в Атвериен, Белгия и в Лондон
  - Изложбата „Vraies Semblances“ е показана в Париж
  - Самостоятелна изложба „Strip-Tease“ е представена в Ню Йорк
  - Изложбата „1999, A Daily Report“ е представена в Ню Йорк
  - Самостоятелната изложба „Homage of Catalonia“ е изложена в Барселона
- 2003 г.
  - Ретроспективна изложба в Тулон, Франция
  - Самостоятелна изложба „Black and White“ е представена в Лос Анджелис
- 2004 г.
  - Изложбата „La Veronique“ е представена в Париж
  - Самостоятелна изложба „Black and White vintage photos“ е изложена в Ню Йорк
  - Самостоятелна изложба „Archival inkjet prints“ е представена в Амстердам
- 2005 г.
  - Изложбата „La Veronique“ е представена във Флоренция;
  - Самостоятелна изложба „Фотографии на скулптурите от Robert Couturier“ е представена в Париж
- 2006 г.
  - Изложба на дигитални черно-бели снимки „Icones et Inedits“ е представена в Париж
  - Самостоятелна изложба на черно-бели и цветни снимки е представена в Корнуол, Великобритания
- 2009 г. – Изложба „Frank Horvat – Very similar“ е представена в Берлин

## Издадени книги
- 1957: La capture des éléphants sauvages, Editions Louvois, Paris
- 1962: J'aime la télévision, Editions Rencontre, Lausanne, Switzerland (с текст на Макс Егли)
- 1962: J'aime le strip-tease, Editions Rencontre, Lausanne, Switzerland (с текст на Патрик Линдермор)
- 1979: The Tree Aurum Press – London and little brown, New York (с текст на Джон Фаулс)
- 1982: Goethe in Sicilia, Edizioni Novecento, Palermo, Italy
- 1990: Entre vues, Éditions Nathan, Paris,
- 1991: Degas sculptures, Imprimerie nationale, Paris
- 1992: Yao le chat botté, Éditions Gautier-Languereau, Paris
- 1994: Arbres, Imprimerie nationale, Paris
- 1994: Le Bestiaire d’Horvat, CNP et Actes Sud
- 1996: Paris-Londres, London-Paris, Éditions de la Ville de Paris
- 1996: De la Mode et des Jardins, Éditions de l’Imprimerie Nationale, Paris
- 1998: 51 Photographs in Black and White, Dewi Lewis, Manchester
- 1999: Very Similar, Dewi Lewis, Manchester
- 2000: Frank Horvat, Photopoche no 88, Delpire et Nathan, Paris
- 2000: 1999-A Daily Report, Dewi Lewis, Manchester
- 2001: Figures romanes, Éditions du Seuil, Paris
- 2002: Homenatge a Catalunya, Foundation Privada Vila Casas, Barcelona
- 2004: Time Machine-a trip around the world, 1962-1963, OFF Publications, Boulogne-Billancourt, France
- 2004: La Véronique, thirty meters around my house in Provence, с въведение на Рено Камю, OFF Publications, published by Frank Horvat, Boulogne-Billancourt, France
- 2005: Horvat photographie Couturier, Gallimard and Musée Maillol, Paris
- 2006: The Horvat Labyrinth, Éditions du Chêne, Hachette, Paris
- 2008: De bocche-tette-culi-cazzi-e-mone, illustrations to the erotic poems by Zorzi Baffo, a venitian aristocrat of the 18th century, OFF Publications, published by Frank Horvat, Boulogne-Billancourt, France
- 2009: Adele Edelstein (About My Mother), OFF Publications, published by Frank Horvat, Boulogne-Billancourt, France
- 2009: Dr. Karl Horvat (About My Father), OFF Publications, published by Frank Horvat, Boulogne-Billancourt, France
- 2009: New York up and down (с текст на Франц Кафка), OFF Publications, published by Frank Horvat, Boulogne-Billancourt, France
- 2009: Masken und Mandarinen (с текст на германската поетеса Инглрид Мило), OFF Publications, published by Frank Horvat, Boulogne-Billancourt, France
- 2013: House of Fifteen Keys, (с текст на Жан-Ноел Жоани), Terre Bleue, ISBN 978-2-909953-30-4